# San José de Uchupiamonas
San José de Uchupiamonas ist eine Ortschaft im Departamento La Paz im südamerikanischen Andenstaat Bolivien. Sie liegt innerhalb des Madidi-Nationalparks.

## Lage
San José de Uchupiamonas ist der zentrale Ort des Kantons San José de Uchupiamonas im Municipio San Buenaventura in der Provinz Abel Iturralde. Die Ortschaft liegt auf einer Höhe von 525 m am Rande des bolivianischen Tieflandes vor der Voranden-Kette der Serranía de Mamuque, die sich von Nordwesten nach Nordosten zwischen den Flüssen Río Tuichi und Río Beni erstreckt und an ihrem südöstlichen Ende vom Río Beni durchbrochen wird.
Zwei Kilometer westlich von San José fließt der Río Tachiapo in den Río Tuichi. In der Umgebung des Ortes gibt es eine reiche Flora und Fauna.

## Geographie
San José de Uchupiamonas liegt am westlichen Rand der Moxos-Ebene, mit über 100.000 km² einem der größten Feuchtgebiete der Erde; vorherrschende Vegetationsform in der Moxos-Ebene ist die tropische Savanne. Das Klima in der Region ist tropisch heiß und ganzjährig feucht, es kann aber im Winter auch durch den Surazo (kalter Wind aus Süden) relativ kühl werden.
Der Jahresniederschlag beträgt knapp 2000 mm, mit Monatsniederschlägen von etwa 300 mm im Januar und Februar und von weniger als 100 mm in den Monaten August bis September. Die durchschnittlichen Monatstemperaturen liegen ganzjährig zwischen 23 °C und 28 °C.

## Geschichte und Wirtschaft
Die lokale Bevölkerung hatte in präkolumbischer Zeit Kontakt mit den Inkas, wie archäologische Funde beweisen. Die Spanier kolonisierten das Gebiet nicht militärisch, sondern durch Missionarstätigkeit von Franziskanern und Jesuiten. Von Apolo ausgehend wurde das Gebiet der nördlichen Vorandenketten erschlossen. San José de Uchupiamonas wurde 1716 von einem Franziskaner mit Chiquitano-Abstammung gegründet.
Die Bevölkerung von San José de Uchupiamonas lebt – angeregt durch den israelischen Umweltaktivisten Yossi Ghinsberg – vor allem vom Ökotourismus sowie von Landwirtschaft. Auf Grund der schlechten Verkehrswege werden nur Produkte für den lokalen Gebrauch angebaut. Der Ort ist nicht an das Stromnetz angeschlossen.

## Verkehrsnetz
San José de Uchupiamonas liegt 91 Kilometer südlich der Provinzhauptstadt Ixiamas und etwa 750 Straßenkilometer nördlich von La Paz, der Hauptstadt des Departamentos.
San José de Uchupiamonas liegt abseits der Hauptverkehrswege, ist jedoch durch eine in der Trockenzeit befahrbare etwa 30 km lange Straße an Tumupasa angebunden. Durch Tumupasa führt ein Seitenzweig der 1036 Kilometer langen Nationalstraße Ruta 16, die von Porvenir nahe der brasilianischen Grenze im Nordwesten bis Huarina am Südostrand des Titicacasees führen wird. Der schon fertiggestellte mittlere Teil der Ruta 16 führt von der Provinzhauptstadt Ixiamas im Norden über eine 115 Kilometer lange unbefestigte Landstraße über Tumupasa nach San Buenaventura, von wo über Rurrenabaque ein Anschluss an das restliche Straßennetz Boliviens besteht.
Am Ostrand der Ortschaft liegt eine Graspiste, die von Flugzeugen angeflogen werden kann. Außerdem ist der Ort über den Río Tuichi erreichbar, die Fahrt von Rurrenabaque dauert 9 Stunden.

## Bevölkerung
Die Einwohnerzahl der Ortschaft ist im vergangenen Jahrzehnt um die Hälfte angestiegen:
| Jahr | Einwohner         | Quelle       |
| ---- | ----------------- | ------------ |
| 1992 | keine Detaildaten | Volkszählung |
| 2001 | 406               | Volkszählung |
| 2012 | 630               | Volkszählung |
| 2024 |                   | Volkszählung |

Die Bevölkerung von San José de Uchupiamonas ist indigen, sie sieht sich als Nachkommen des Stamms der Uchupiamonas.